# Jude cel obscur
Jude cel obscur (în engleză Jude the Obscure) este un roman scris de Thomas Hardy, care a început ca un serial publicat în reviste în decembrie 1894 și a fost lansat în format de carte în 1895 (deși pagina de titlu indică anul 1896). Este ultimul roman finalizat de Hardy.
Protagonistul, Jude Fawley, este un tânăr din clasa muncitoare, zidar de meserie, care visează să devină savant. Cealaltă figură centrală este verișoara sa, Sue Bridehead, care reprezintă și interesul său amoros principal. Romanul explorează în special probleme legate de clasă socială, educație, religie, moralitate și căsătorie. A fost al paisprezecelea și ultimul roman publicat de Hardy.

## Rezumat
Romanul spune povestea lui Jude Fawley, care locuiește într-un sat din sudul Angliei (parte a comitatului fictiv al lui Hardy, Wessex). El tânjește să fie un savant la „Christminster”, un oraș modelat după Oxford . În tinerețe, Jude învață greacă clasică și latină în timpul liber, în timp ce lucra mai întâi în brutăria mătușii sale, cu speranța de a intra la universitate. Dar înainte de a putea încerca să facă asta, naivul Jude este sedus de Arabella Donn, o fată locală destul de grosolană, relaxată din punct de vedere moral și superficial, care îl prinde în căsătorie pretinzând că este însărcinată. Căsătoria este un eșec, iar Arabella îl părăsește pe Jude și mai târziu emigrează în Australia, unde intră într-o căsătorie bigamă. Până în acest moment, Jude și-a abandonat studiile clasice.
După ce Arabella îl părăsește, Jude se mută la Christminster și se întreține lucrând ca mason, studiind singur în speranța că va putea intra mai târziu la universitate. Acolo o întâlnește și se îndrăgostește de verișoara sa nonconformistă, Sue Bridehead.
Însă, la scurt timp după aceea, Jude i-l prezintă lui Sue pe fostul său profesor, domnul Phillotson, iar aceasta este, în cele din urmă, pe care îl să se mărite cu ea, în ciuda faptului că bărbatul este cu aproximativ douăzeci de ani mai în vârstă decât ea. Sue ajunge rapid să regrete această decizie, deoarece, pe lângă faptul că este îndrăgostită de Jude, este îngrozită de ideea intimității fizice cu soțul ei.
Curând, Sue îi cere lui Phillotson permisiunea de a-l părăsi pentru a se întoarce la Jude, iar acesta acceptă, realizând cât de reticentă este ea în a-și îndeplini ceea ce el consideră a fi datoriile sale conjugale. Din cauza acestui scandal—faptul că Phillotson își lasă de bunăvoie soția să plece la un alt bărbat—el este nevoit să renunțe la cariera sa de profesor. 

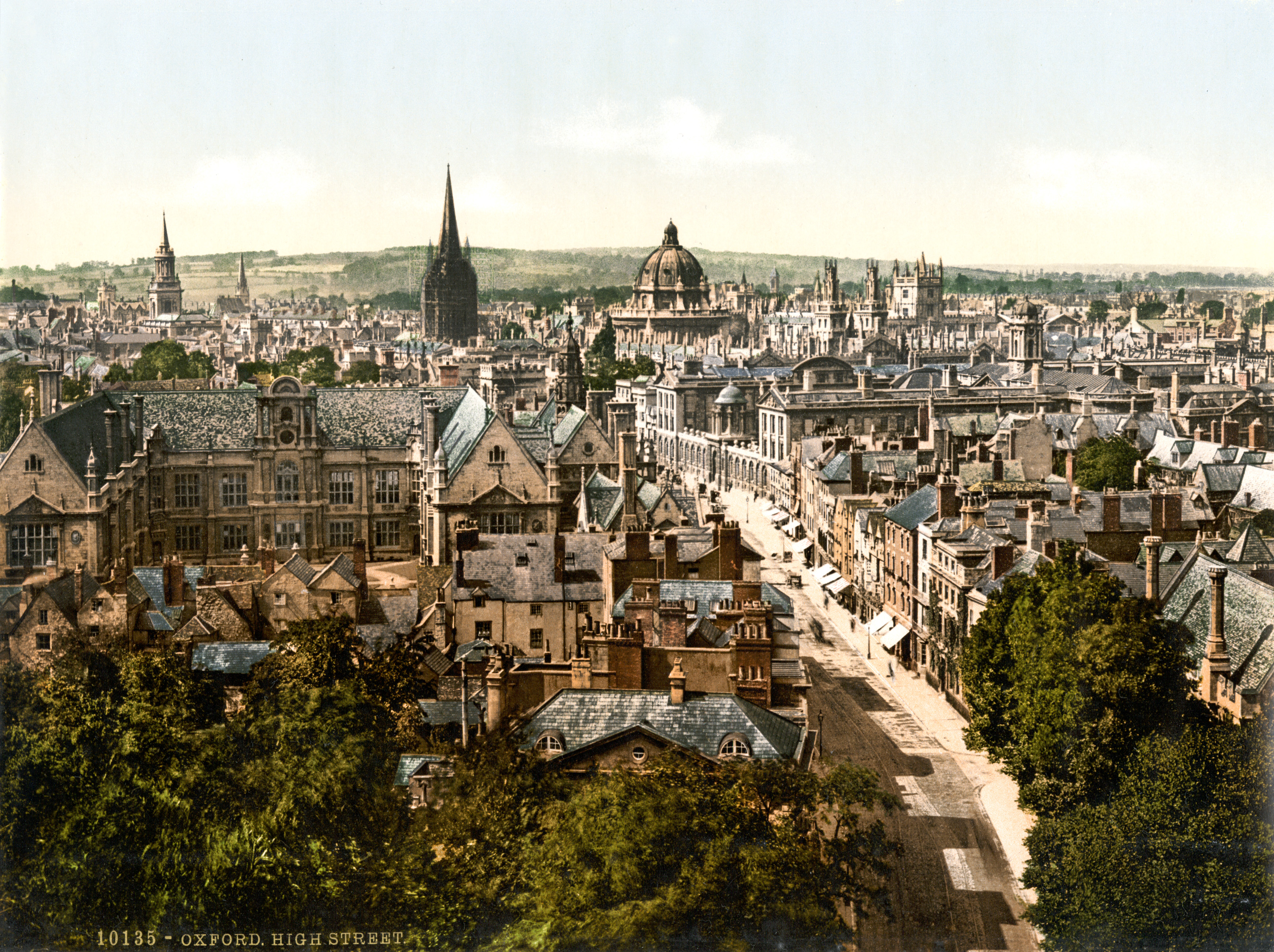
Litografie fotocromatică a High Street, Oxford, 1890–1900

Sue și Jude petrec ceva timp trăind împreună fără nicio relație sexuală. Acest lucru se datorează antipatiei lui Sue atât față de sex, cât și față de instituția căsătoriei. Curând după aceea, Arabella reapare după ce a fugit de soțul ei australian, care administra un hotel în Sydney, iar acest lucru complică lucrurile. Arabella și Jude divorțează și ea se căsătorește legal cu soțul ei bigam, iar Sue este și ea divorțată. Cu toate acestea, în urma acestui lucru, Arabella dezvăluie că a avut un copil al lui Jude, la opt luni după ce s-au despărțit, și ulterior trimite acest copil tatălui său. El este numit Jude și poreclit „Little Father Time” din cauza seriozității sale intense și a lipsei de umor.
Jude o convinge în cele din urmă pe Sue să aibă o relație sexuală cu el și, de-a lungul anilor, au doi copii împreună și așteaptă un al treilea. Dar Jude și Sue sunt ostracizați din punct de vedere social pentru că trăiesc împreună necăsătoriți, mai ales după nașterea copiilor. Angajatorii lui Jude îl concediază din cauza relației ilicite, iar familia este forțată să adopte un stil de viață nomad, mutându-se din oraș în oraș prin Wessex căutând loc de muncă și locuință înainte de a se întoarce în cele din urmă la Christminster. Băiatul lor cu probleme sociale, „Little Father Time”, ajunge să creadă că el și frații săi vitregi sunt sursa necazurilor familiei. În dimineața după sosirea lor în Christminster, el îi ucide pe cei doi copii ai lui Sue și se sinucide,  spânzurându-se. El lasă în urmă un bilet pe care scrie pur și simplu: „Gata pentru că suntem prea mulți[ sic ]”.   La scurt timp după aceea, Sue are un avort spontan.
Copleșită de durere și învinovățindu-se pentru acțiunile lui „Little Father Time”, Sue se îndreaptă către biserică, împotriva căreia s-a răzvrătit. Ea ajunge să creadă că moartea copiilor a fost o răzbunare divină pentru relația ei cu Jude. Deși îngrozită la gândul de a-și relua căsătoria cu Phillotson, ea devine convinsă că, din motive religioase, nu ar fi trebuit să-l părăsească niciodată. Arabella descoperă sentimentele lui Sue și îl informează pe Phillotson, care îi propune în curând să se recăsătorească. Astfel, Sue îl părăsește pe Jude din nou pentru Phillotson, iar ea se pedepsește pe sine permițându-i soțului ei să aibă o relație sexuală cu ea. Jude este devastat și se recăsătorește cu Arabella, al cărei soț a murit, după ce ea îl servește cu mult alcool pentru a-l păcăli din nou să se căsătorească cu ea.
După o ultimă și disperată vizită la Sue în vreme geroasă, Jude se îmbolnăvește grav și moare în cursul anului la Christminster, nereușind nici în dragoste, nici în aspirațiile sale academice. Se dezvăluie că Sue a devenit „cuminte și ofilită” alături de Phillotson. Arabella nu jelește moartea lui Jude, ci își pregătește terenul pentru a-și prinde următorul soț.

## Teme literare
Romanul explorează mai multe probleme sociale din Anglia victoriană, în special cele legate de instituțiile căsătoriei, Bisericii și educației. Aceste teme sunt dezvoltate în special prin utilizarea contrastului de către Hardy. De exemplu, la începutul relației lor, credința creștină a lui Jude contrastează cu scepticismul religios al lui Sue, un contrast accentuat și mai mult de inversarea ulterioară a rolurilor. Deși personajele centrale reprezintă ambele perspective, romanul în ansamblu critică ferm creștinismul și instituțiile sociale în general. 
Evoluția  lui Jude prin poveste pune în lumină  rolurile ambivalente și conflictuale ale religiei organizate în viața sa. Jude, de la originile sale în Marygreen, a considerat întotdeauna că religia este jocul final al unei vieți, altfel supărătoare și neinteresante. Dar, așa cum se vede prin excluderea sa sistematică de la Universitatea din Christminster, visul lui Jude de a intra în biserică s-ar dovedi a fi de neatins, lăsându-l să urmărească alte interese, mai puțin împlinitoare. O pistă similară poate fi văzută în tratarea de către Hardy a instituției tradiționale a căsătoriei. De la potrivirea  inițială dintre Arabella și Jude și până la eventuala lor reuniune, Hardy descrie căsătoria ca pe o necesitate socială apăsătoare, propulsând personajele într-o spirală descendentă a nefericirii.
Deși Hardy a susținut că „nicio carte pe care a scris-o vreodată nu conținea mai puțin din propria sa viață”, recenzenții contemporani au găsit mai multe paralele între temele romanului și viața lui Hardy ca om de litere din clasa muncitoare.  Căsătoriile nefericite, întrebările religioase și filozofice și problemele sociale abordate în Jude the Obscure apar în multe alte romane Hardy, precum și în viața lui Hardy. Lupta împotriva granițelor fixe de clasă este o legătură importantă între roman și viața lui Hardy, în special în ceea ce privește învățământul superior și clasa muncitoare. Deși Jude dorește să urmeze universitatea la Christminster, nu își poate permite costurile implicate în studierea unei diplome și nu are pregătirea riguroasă necesară pentru a se califica pentru o bursă . Prin urmare, el este împiedicat să câștige mobilitate economică și să iasă din clasa muncitoare. Această temă a educației de neatins a fost personală pentru Hardy, deoarece el, la fel ca Jude, nu-și putea permite să studieze pentru o diplomă la Oxford sau Cambridge, în ciuda interesului său timpuriu pentru burse și clasici. Câteva detalii specifice despre studiile auto-dirijate ale lui Jude apar de fapt în autobiografia lui Hardy, inclusiv lecturi latine de noaptea târziu în timp ce lucra cu normă întreagă ca pietrar și apoi ca arhitect.  Cu toate acestea, spre deosebire de rudele lui Jude, mama lui Hardy era bine citită și l-a educat pe Thomas până când acesta a mers la prima sa școală la Bockhampton la vârsta de opt ani, iar el a urmat școala în Dorchester, unde a învățat latină și a demonstrat potențialul academic, până când a devenit ucenic la 16 ani. 
O altă paralelă între personajele și temele cărții și experiența de viață reală a lui Hardy are loc atunci când Sue devine obsedată de religie după ce anterior a fost indiferentă și chiar ostilă față de aceasta. La fel ca Sue Bridehead, prima soție a lui Hardy, Emma, a trecut de la un spirit liber și destul de indiferentă față de religie în tinerețe, la a deveni obsesiv religioasă pe măsură ce a îmbătrânit. Deoarece Hardy a fost întotdeauna foarte critic față de religia organizată, pe măsură ce Emma devenea din ce în ce mai religioasă, opiniile lor diferite au dus la o mare tensiune în căsnicia lor, iar această tensiune a fost un factor major care a dus la înstrăinarea lor sporită unul față de celălalt. 
De asemenea, Emma Hardy a dezaprobat foarte mult Jude the Obscure, în parte din cauza criticilor cărții la adresa religiei, dar și pentru că își făcea griji că publicul cititor ar crede că relația dintre Jude și Sue este direct paralelă cu relația ei tensionată cu Hardy (ceea ce, într-un sens figurat, a făcut-o). 

## Stil
În jurul anului 1887, Hardy a început să facă notițe pentru o poveste despre încercările frustrate ale unui muncitor de a merge la universitate, poate inspirat parțial de eșecul școlar și de sinuciderea prietenului său Horace Moule .  Din decembrie 1894 până în noiembrie 1895, în Harper's New Monthly Magazine, inițial sub titlul The Simpletons, apoi Hearts Insurgent, a apărut o versiune plină de bowms a romanului. În 1895, cartea a fost publicată la Londra sub titlul actual, Jude the Obscure (datat 1896). În Prefața sa la prima ediție, Hardy oferă detalii despre istoria concepției și scrierii romanului, susținând că anumite detalii au fost inspirate de moartea unei femei (cel mai probabil verișoara lui, Tryphena Sparks ) în 1890.

## Recenzii
Numit „Jude the Obscure” de cel puțin un recenzent,  Jude the Obscure a primit o primire dură din partea unor critici scandalizați. Printre critici a fost Walsham How, episcopul de Wakefield ; Hardy a susținut mai târziu că episcopul a ars o copie.  S-a sugerat că critica negativă a fost motivul pentru care Hardy a încetat să scrie romane după Jude, dar poetul CH Sisson descrie această „ipoteză” ca fiind „superficială și absurdă”. 
Romanul ocupă locul 23 în „Cele 100 cele mai bune romane britanice” de la BBC  și pe locul 20 în „Cele 100 cele mai bune romane scrise în limba engleză” de The Guardian 
DH Lawrence, un admirator al lui Hardy, a fost nedumerit de personajul lui Sue Bridehead și a încercat să analizeze sexualitatea ei conflictuală în A Study of Thomas Hardy (1914).
Cel puțin un savant recent a postulat că Jude a împrumutat foarte mult dintr-un roman anterior, Salariile păcatului de Lucas Malet . 
Criticul marxist Terry Eagleton, în introducerea sa într-o ediție din 1974 a textului, respinge lectura convențională a romanului ca „tragedia unui băiat țăran suprasexual”,  examinând în schimb fondul social al textului și propunându-l ca un conflict între ideal și realitate. 

## Adaptări
Romanul a fost adaptat în:
- Un serial de televiziune în șase părți, Jude the Obscure (1971), regizat de Hugh David, cu Robert Powell și Fiona Walker în rolurile principale.
- Un lungmetraj, Jude (1996), regizat de Michael Winterbottom, cu Christopher Eccleston și Kate Winslet în rolurile principale
- O adaptare muzicală în două părți a lui Jude the Obscure [10] de Ian Finley (carte), Bruce Benedict (muzică), Jonathan Fitts (muzică) și Jerome Davis (versuri), a avut premiera la Burning Coal Theatre Company din Raleigh, NC în aprilie 2012 [11]
- Dramaturgul britanic Howard Brenton a scris o adaptare actualizată a romanului, [12] intitulată simplu Jude, care a avut premiera la The Hampstead Theatre din nordul Londrei în mai 2019. În această versiune, Jude este o femeie refugiată siriană cu spirit liber, care lucrează ca femeie de curățenie, vărul ei este o rudă de sex masculin care devine musulman radical și este vizitată în mod regulat de o figură care îl reprezintă pe poetul grec Euripide .
- Seria BBC Radio 4 „Hardy’s Women” (2020) a prezentat o adaptare în trei părți a lui Jude the Obscure . [13]